# Rihito Yamamoto
Rihito Yamamoto (山本 理仁?, Yamamoto Rihito; Kanagawa, 12 dicembre 2002) è un calciatore giapponese, centrocampista del Sint-Truiden.

## Carriera

### Club
Yamamoto ha iniziato a giocare nel Tokyo Verdy, dove ha debuttato il 5 maggio 2019 nell'incontro di J2 League vinto 2-1 contro il V-Varen Nagasaki. Ha segnato il suo primo gol il 29 agosto 2020 nel successo per 2-0 contro il Kyoto Sanga.
Dopo 106 presenze in quattro stagioni con il club della capitale, nel 2022 è stato acquistato dal Gamba Osaka. Ha debuttato in J1 League il 1º dicembre 2022 nell'incontro pareggiato 0-0 contro il Kashiwa Reysol.
Il 30 agosto 2023 è stato ceduto in prestito in Belgio al Sint-Truiden.

### Nazionale
Ha giocato nelle nazionali giovanili giapponesi Under-18 ed Under-23.
Nel 2024 è stato convocato dalla nazionale olimpica giapponese per partecipare ai Giochi della XXXIII Olimpiade.

## Statistiche

### Presenze e reti nei club
Statistiche aggiornate al 3 aprile 2025.
| Stagione            | Squadra             | Campionato          | Campionato | Campionato | Coppe nazionali | Coppe nazionali | Coppe nazionali | Coppe continentali | Coppe continentali | Coppe continentali | Altre coppe | Altre coppe | Altre coppe | Totale | Totale | Totale |
| Stagione            | Squadra             | Comp                | Pres       | Reti       | Comp            | Pres            | Reti            | Comp               | Pres               | Reti               | Comp        | Pres        | Reti        | Pres   | Reti   |        |
| ------------------- | ------------------- | ------------------- | ---------- | ---------- | --------------- | --------------- | --------------- | ------------------ | ------------------ | ------------------ | ----------- | ----------- | ----------- | ------ | ------ | ------ |
| 2019                | Tokyo Verdy         | J2                  | 22         | 0          | CG              | 1               | 0               | -                  | -                  | -                  | -           | -           | -           | 23     | 0      |        |
| 2020                | Tokyo Verdy         | J2                  | 35         | 1          | -               | -               | -               | -                  | -                  | -                  | -           | -           | -           | 35     | 1      |        |
| 2021                | Tokyo Verdy         | J2                  | 30         | 1          | CG              | 1               | 0               | -                  | -                  | -                  | -           | -           | -           | 31     | 1      |        |
| gen.-lug. 2022      | Tokyo Verdy         | J2                  | 17         | 1          | CG              | 0               | 0               | -                  | -                  | -                  | -           | -           | -           | 17     | 1      |        |
| Totale Tokyo Verdy  | Totale Tokyo Verdy  | Totale Tokyo Verdy  | 104        | 3          |                 | 2               | 0               |                    | -                  | -                  |             | -           | -           | 106    | 3      |        |
| lug.-dic. 2022      | Gamba Osaka         | J1                  | 2          | 0          | -               | -               | -               | -                  | -                  | -                  | -           | -           | -           | 35     | 2      |        |
| gen.-giu. 2023      | Gamba Osaka         | J1                  | 11         | 0          | CG+CdL          | 0+4             | 0               | -                  | -                  | -                  | -           | -           | -           | 15     | 0      |        |
| Totale Gamba Osaka  | Totale Gamba Osaka  | Totale Gamba Osaka  | 13         | 0          |                 | 4               | 0               |                    | -                  | -                  |             | -           | -           | 17     | 0      |        |
| 2023-2024           | Sint-Truiden        | D1                  | 33         | 0          | CB              | 2               | 0               | -                  | -                  | -                  | -           | -           | -           | 35     | 0      |        |
| 2024-2025           | Sint-Truiden        | D1                  | 18         | 0          | CB              | 2               | 0               | -                  | -                  | -                  | -           | -           | -           | 20     | 0      |        |
| Totale Sint-Truiden | Totale Sint-Truiden | Totale Sint-Truiden | 51         | 0          |                 | 4               | 0               |                    | -                  | -                  |             | -           | -           | 55     | 0      |        |
| Totale carriera     | Totale carriera     | Totale carriera     | 168        | 3          |                 | 10              | 0               |                    | -                  | -                  |             | -           | -           | 178    | 3      |        |

### Cronologia presenze e reti in nazionale
| Cronologia completa delle presenze e delle reti in nazionale ― Giappone olimpica | Cronologia completa delle presenze e delle reti in nazionale ― Giappone olimpica | Cronologia completa delle presenze e delle reti in nazionale ― Giappone olimpica | Cronologia completa delle presenze e delle reti in nazionale ― Giappone olimpica | Cronologia completa delle presenze e delle reti in nazionale ― Giappone olimpica | Cronologia completa delle presenze e delle reti in nazionale ― Giappone olimpica | Cronologia completa delle presenze e delle reti in nazionale ― Giappone olimpica | Cronologia completa delle presenze e delle reti in nazionale ― Giappone olimpica |
| Data                                                                             | Città                                                                            | In casa                                                                          | Risultato                                                                        | Ospiti                                                                           | Competizione                                                                     | Reti                                                                             | Note                                                                             |
| -------------------------------------------------------------------------------- | -------------------------------------------------------------------------------- | -------------------------------------------------------------------------------- | -------------------------------------------------------------------------------- | -------------------------------------------------------------------------------- | -------------------------------------------------------------------------------- | -------------------------------------------------------------------------------- | -------------------------------------------------------------------------------- |
| 24-7-2024                                                                        | Bordeaux                                                                         | Giappone olimpica                                                                | 5 – 0                                                                            | Paraguay olimpica                                                                | Olimpiadi 2024 - 1º turno                                                        | 1                                                                                | 73’                                                                              |
| 27-7-2024                                                                        | Bordeaux                                                                         | Giappone olimpica                                                                | 1 – 0                                                                            | Mali olimpica                                                                    | Olimpiadi 2024 - 1º turno                                                        | 1                                                                                | 89’                                                                              |
| 30-7-2024                                                                        | Nantes                                                                           | Israele olimpica                                                                 | 0 – 1                                                                            | Giappone olimpica                                                                | Olimpiadi 2024 - 1º turno                                                        | -                                                                                | cap. 46’                                                                         |
| 2-8-2024                                                                         | Lione                                                                            | Giappone olimpica                                                                | 0 – 3                                                                            | Spagna olimpica                                                                  | Olimpiadi 2024 - Quarti di finale                                                | -                                                                                | 71’ 84’                                                                          |
| Totale                                                                           |                                                                                  | Presenze                                                                         | 4                                                                                |                                                                                  | Reti                                                                             | 2                                                                                |                                                                                  |

| Cronologia completa delle presenze e delle reti in nazionale ― Giappone under 23 | Cronologia completa delle presenze e delle reti in nazionale ― Giappone under 23 | Cronologia completa delle presenze e delle reti in nazionale ― Giappone under 23 | Cronologia completa delle presenze e delle reti in nazionale ― Giappone under 23 | Cronologia completa delle presenze e delle reti in nazionale ― Giappone under 23 | Cronologia completa delle presenze e delle reti in nazionale ― Giappone under 23 | Cronologia completa delle presenze e delle reti in nazionale ― Giappone under 23 | Cronologia completa delle presenze e delle reti in nazionale ― Giappone under 23 |
| Data                                                                             | Città                                                                            | In casa                                                                          | Risultato                                                                        | Ospiti                                                                           | Competizione                                                                     | Reti                                                                             | Note                                                                             |
| -------------------------------------------------------------------------------- | -------------------------------------------------------------------------------- | -------------------------------------------------------------------------------- | -------------------------------------------------------------------------------- | -------------------------------------------------------------------------------- | -------------------------------------------------------------------------------- | -------------------------------------------------------------------------------- | -------------------------------------------------------------------------------- |
| 26-3-2022                                                                        | Dubai                                                                            | Qatar under 23                                                                   | 0 – 2                                                                            | Giappone under 23                                                                | Amichevole                                                                       | 1                                                                                | 64’ 90+1’                                                                        |
| 29-3-2022                                                                        | Dubai                                                                            | Arabia Saudita under 23                                                          | 0 – 1                                                                            | Giappone under 23                                                                | Amichevole                                                                       | -                                                                                |                                                                                  |
| 3-6-2022                                                                         | Tashkent                                                                         | Emirati Arabi Uniti under 23                                                     | 1 – 2                                                                            | Giappone under 23                                                                | Coppa d'Asia AFC Under-23 2022                                                   | -                                                                                | 82’                                                                              |
| 6-6-2022                                                                         | Tashkent                                                                         | Giappone under 23                                                                | 0 – 0                                                                            | Arabia Saudita under 23                                                          | Coppa d'Asia AFC Under-23 2022                                                   | -                                                                                | 83’                                                                              |
| 9-6-2022                                                                         | Tashkent                                                                         | Giappone under 23                                                                | 3 – 0                                                                            | Tagikistan under 23                                                              | Coppa d'Asia AFC Under-23 2022                                                   | -                                                                                | 75’                                                                              |
| 12-6-2022                                                                        | Tashkent                                                                         | Corea del Sud under 23                                                           | 0 – 3                                                                            | Giappone under 23                                                                | Coppa d'Asia AFC Under-23 2022                                                   | -                                                                                | 86’                                                                              |
| 15-6-2022                                                                        | Tashkent                                                                         | Uzbekistan under 23                                                              | 2 – 0                                                                            | Giappone under 23                                                                | Coppa d'Asia AFC Under-23 2022                                                   | -                                                                                | 58’                                                                              |
| 18-6-2022                                                                        | Tashkent                                                                         | Giappone under 23                                                                | 3 – 0                                                                            | Australia under 23                                                               | Coppa d'Asia AFC Under-23 2022                                                   | -                                                                                | 69’                                                                              |
| 18-11-2022                                                                       | Siviglia                                                                         | Spagna under 23                                                                  | 2 – 0                                                                            | Giappone under 23                                                                | Amichevole                                                                       | -                                                                                | 62’                                                                              |
| 22-11-2022                                                                       | Portimão                                                                         | Portogallo under 23                                                              | 1 – 2                                                                            | Giappone under 23                                                                | Amichevole                                                                       | -                                                                                | cap. 88’                                                                         |
| 24-3-2023                                                                        | Francoforte sul Meno                                                             | Germania under 23                                                                | 2 – 2                                                                            | Giappone under 23                                                                | Amichevole                                                                       | -                                                                                | cap. 77’                                                                         |
| 27-3-2023                                                                        | Murcia                                                                           | Belgio under 23                                                                  | 3 – 2                                                                            | Giappone under 23                                                                | Amichevole                                                                       | -                                                                                | 46’                                                                              |
| 10-6-2023                                                                        | Newport                                                                          | Inghilterra under 23                                                             | 0 – 2                                                                            | Giappone under 23                                                                | Amichevole                                                                       | 1                                                                                | cap. 69’                                                                         |
| 14-6-2023                                                                        | Wiener Neustadt                                                                  | Paesi Bassi under 23                                                             | 0 – 0                                                                            | Giappone under 23                                                                | Amichevole                                                                       | -                                                                                | cap. 78’                                                                         |
| 6-9-2023                                                                         | Al Muharraq                                                                      | Giappone under 23                                                                | 6 – 0                                                                            | Pakistan under 23                                                                | Qualificazioni Coppa d'Asia AFC Under-23 2024                                    | -                                                                                | 77’                                                                              |
| 9-9-2023                                                                         | Al Muharraq                                                                      | Palestina under 23                                                               | 0 – 1                                                                            | Giappone under 23                                                                | Qualificazioni Coppa d'Asia AFC Under-23 2024                                    | -                                                                                | cap. 74’                                                                         |
| 12-9-2023                                                                        | Al Muharraq                                                                      | Giappone under 23                                                                | 0 – 0                                                                            | Bahrein under 23                                                                 | Qualificazioni Coppa d'Asia AFC Under-23 2024                                    | -                                                                                | 63’                                                                              |
| 14-10-2023                                                                       | Phoenix                                                                          | Messico under 23                                                                 | 1 – 4                                                                            | Giappone under 23                                                                | Amichevole                                                                       | -                                                                                | cap. 46’                                                                         |
| 17-10-2023                                                                       | Phoenix                                                                          | Stati Uniti under 23                                                             | 4 – 1                                                                            | Giappone under 23                                                                | Amichevole                                                                       | -                                                                                | cap. 81’                                                                         |
| 18-11-2023                                                                       | Shimizu                                                                          | Giappone under 23                                                                | 5 – 2                                                                            | Argentina under 23                                                               | Amichevole                                                                       | -                                                                                | 46’                                                                              |
| 22-3-2024                                                                        | Kameoka                                                                          | Giappone under 23                                                                | 1 – 3                                                                            | Mali under 23                                                                    | Amichevole                                                                       | -                                                                                | cap.                                                                             |
| 16-4-2024                                                                        | Al Rayyan                                                                        | Giappone under 23                                                                | 1 – 0                                                                            | Cina under 23                                                                    | Coppa d'Asia AFC Under-23 2024                                                   | -                                                                                | 22’                                                                              |
| 19-4-2024                                                                        | Al Rayyan                                                                        | Emirati Arabi Uniti under 23                                                     | 0 – 2                                                                            | Giappone under 23                                                                | Coppa d'Asia AFC Under-23 2024                                                   | -                                                                                | cap.                                                                             |
| 22-4-2024                                                                        | Al Rayyan                                                                        | Giappone under 23                                                                | 0 – 1                                                                            | Corea del Sud under 23                                                           | Coppa d'Asia AFC Under-23 2024                                                   | -                                                                                | 77’                                                                              |
| 25-4-2024                                                                        | Al Rayyan                                                                        | Qatar under 23                                                                   | 2 – 4 dts                                                                        | Giappone under 23                                                                | Coppa d'Asia AFC Under-23 2024                                                   | -                                                                                | 105’                                                                             |
| 3-5-2024                                                                         | Al Rayyan                                                                        | Giappone under 23                                                                | 1 – 0                                                                            | Uzbekistan under 23                                                              | Coppa d'Asia AFC Under-23 2024                                                   | -                                                                                | 72’                                                                              |
| 11-6-2024                                                                        | Kansas City                                                                      | Stati Uniti under 23                                                             | 0 – 2                                                                            | Giappone under 23                                                                | Amichevole                                                                       | -                                                                                | 25’                                                                              |
| 17-7-2024                                                                        | Tolone                                                                           | Francia under 23                                                                 | 1 – 1                                                                            | Giappone under 23                                                                | Amichevole                                                                       | -                                                                                | 40’ 73’                                                                          |
| Totale                                                                           |                                                                                  | Presenze                                                                         | 28                                                                               |                                                                                  | Reti                                                                             | 2                                                                                |                                                                                  |

## Palmarès

### Nazionale
- Coppa d'Asia Under-23: 1

2024